# Placido Mapa
Placido „Siding“ Lizares Mapa (* 14. Februar 1901 in Talisay, Negros Occidental; † 24. April 1967 in Mandaluyong, Metro Manila) war ein philippinischer Unternehmer und Politiker, der unter anderem 1948 Minister für Handel und Industrie, zwischen 1948 und 1950 sowie 1953 Minister für Landwirtschaft und natürliche Ressourcen war.

## Leben
Placido „Siding“ Lizares Mapa war ein Sohn von Dionisio Mapa, der zwischen 1907 und 1909 der ersten Legislativversammlung der Philippinen angehörte, sowie dessen Ehefrau Adela Lizares-Mapa. Sein Onkel Victorino Mapa war zwischen 1920 und 1921 Präsident des Obersten Gerichtshofes der Philippinen (Chief Justice of the Supreme Court of the Philippines). Seine Schwester Estrella Mapa-Ybiernas war mit dem Politiker Vicente Rico Ybiernas verheiratet, der ebenfalls mehrmals Mitglied der Legislativversammlung sowie während der Besetzung der Philippinen durch Japan im Zweiten Weltkrieg Mitglied der Nationalversammlung war. Er selbst absolvierte ein Studium an der Universität der Philippinen. Er war in den Unternehmen und dem Großgrundbesitz der Familie wie der Talisay-Silay Milling Co. sowie der Danao Sugar Co. tätig und unter anderem in der Philippine Sugar Association tätig, dem Verband der Zuckerindustrie, deren Präsident er 1937 wurde. Er war ferner Vorstandsvorsitzender von Philippine Securities and Investment Corporation, einem der größten Kreditgeber für Wirtschaftsunternehmen. 1940 war er ferner Präsident des Filmproduktionsunternehmens Filippine Films. Am 2. März 1942 wurde er Direktor der Regierungsbehörde für Einkauf und Beschaffung (Bureau of Purchase and Supply). 1946 war er Vorsitzender der Spendenkampagne des Nationalen Roten Kreuzes.
Am 15. April 1948 wurde Placido Mapa Minister für Handel und Industrie im Kabinett von Elpidio Quirino. Im Juli 1948 unterzeichnete Präsident Quirino ein Gesetz (Republic Act No. 330) zur Einfuhrkontrolle von nicht wesentlichen Gütern sowie Luxusgütern. Zur Durchführung wurde eine Einfuhrkontrollausschuss unter dem Vorsitz von Handels- und Industrieminister Placido L. Mapa geschaffen. Er bekleidete dieses Amt bis zu einer umfangreichen Kabinettsumbildung am 21. September 1948. Er wurde daraufhin am 21. September 1948 Minister für Landwirtschaft und natürliche Ressourcen (Secretary of Agriculture and Natural Resources) und verblieb in dieser Funktion bis zum 14. September 1950, woraufhin Fernando López seine Nachfolge antrat. Am 10. November 1948 wurde nach einer schweren Hungersnot der Reis-Notfall-Ausschuss (Rice Emergency Board) geschaffen, dem neben Mapa unter anderem der Minister für Handel und Industrie Cornelio Balmaceda und der Minister für Arbeit und Beschäftigung Primitivo Lovina angehörten. Dieser legte den Reispreis auf 14 ₱ pro Cavan fest. Am 29. Mai 1950 wurde Mapa zum kommissarischen Minister für wirtschaftliche Koordinierung ernannt, nachdem Vizepräsident Fernando López die Übernahme dieses neu geschaffenen Amtes abgelehnt hatte. Er fungierte in dieser Funktion bis zu seiner Ablösung durch Salvador Araneta am 14. September 1950. Am 10. Juni 1950 berichtete Minister Mapa, dass die Produktion der Mineralindustrie zwar um 22 Millionen ₱ im Vergleich zum Vorjahr gestiegen, aber noch weit entfernt von der Vorkriegsproduktion mit einem Volumen von 100 Millionen ₱ entfernt sei. Darüber hinaus fungierte Mapa zeitweise als kommissarischer Finanzminister während der Ortsabwesenheit von Finanzminister Pio Pedrosa. Nach seinem Ausscheiden aus der Regierung am 14. September 1950 wurde er Vorstandsvorsitzender der Rehabilitation Finance Corporation (RFC), die unter anderem mit der Auflösung der Schifffahrtsverwaltung (Philippine Shipping Administration) betraut wurde.
Am 26. Mai 1953 übernahm Mapa nach dem Rücktritt von López das Amt des Ministers für Landwirtschaft und natürliche Ressourcen kommissarisch bis zum 30. Dezember 1953. Dieses Amt bekleidete er auch kurzzeitig im Kabinett von Präsident Ramon Magsaysay, wurde aber bereits 1953 von Salvador Araneta abgelöst. Zusammen mit dem vorherigen Botschafter in den USA Emilio Abello, George S. K. Ty und Finanzminister Pio Pedrosa gehörte er am 5. September 1962 zu den Gründern der Metropolitan Bank and Trust Company (Metrobank).
Aus seiner 1929 mit der aus einer ebenfalls wohlhabenden Familie stammenden Loreto Loreto Ledesma gingen sieben Kinder hervor, darunter der Unternehmer Placido Ledesma Mapa, Jr., der zwischen 1981 und 1982 Mitglied des Provisorischen Kongresses (Interim Batasang Pambansa) sowie von 1981 und 1983 Generaldirektor der Nationalen Wirtschafts- und Entwicklungsbehörde NEDA (National Economic and Development Authority) war.